# Gangaghat
Gangaghat é uma cidade e um município no distrito de Unnao, no estado indiano de Uttar Pradesh.

## Demografia
Segundo o censo de 2001, Gangaghat tinha uma população de 70,817 habitantes. Os indivíduos do sexo masculino constituem 53% da população e os do sexo feminino 47%. Gangaghat tem uma taxa de literacia de 66%, superior à média nacional de 59.5%: a literacia no sexo masculino é de 71% e no sexo feminino é de 60%. Em Gangaghat, 14% da população está abaixo dos 6 anos de idade.